# Степаненко, Галина Олеговна
Гали́на Оле́говна Степане́нко (род. 12 июня 1966, Москва) — российская артистка балета, прима-балерина Большого театра, педагог. Народная артистка России (1996). С 2013 года — заведующая балетной труппой Большого театра.

## Биография
Родилась в Москве, с детства занималась художественной гимнастикой, имела первый разряд и приглашение в Школу олимпийского резерва. В 1976 году поступила в Московское академическое хореографическое училище, которое с отличием окончила в 1984 году по классу профессора Софьи Николаевны Головкиной. Ученицей станцевала главные партии в спектаклях МАХУ: Сванильда («Коппелия»), Лиза «Тщетная предосторожность» и Солистка в Большом классическом па из балета «Пахита».
В 1984—1988 году — солистка ансамбля «Московский классический балет», где её педагогом была Марина Колпакчи-Кузнецова.
В 1988—1990 — балерина Московского музыкального театра имени К. С. Станиславского и Вл. И. Немировича-Данченко, где репетировала под руководством Нины Чкаловой.
В 1990 году была принята в труппу Большого театра, где её педагогом стала Марина Семёнова. В последующие годы репетировала также с Мариной Кондратьевой, Раисой Стручковой, Екатериной Максимовой.
В 1992 году Галина Степаненко окончила ГИТИС, (курс М. Т. Семёновой) и получила специальность педагога-хореографа. В декабре 2012 года завершила артистическую карьеру и стала педагогом-репетитором балетной труппы Большого театра. С января 2013 года — временно исполняющая обязанности художественного руководителя балетной труппы, с осени 2013 — заведующая балетной труппой Большого театра.

## Репертуар в Московском классическом балете
- Натали («Натали, или Швейцарская молочница»)
- Солистка («Тема с вариациями»)
- Чертовка («Сотворение мира»)
- Солистка («Бахиана») 1987, балетмейстер А. Алонсо — первая исполнительница

## Репертуар в Московском музыкальном театре имени К. С. Станиславского и Вл. И. Немировича-Данченко
- Одетта-Одиллия («Лебединое озеро»)
- Китри и Повелительница дриад («Дон Кихот»)
- Купава («Снегурочка»)
- Медора («Корсар»)

## Репертуар в Большом театре
- 1991 — «Лебединое озеро» П. И. Чайковского, редакция Ю. Н. Григоровича — Одетта-Одиллия
- 1991 — «Жизель» А. Адана, редакция Ю. Н. Григоровича — Жизель
- 1991 — «Баядерка» Л. Минкуса, редакция Ю. Н. Григоровича — Никия
- 1992 — «Корсар» А. Адана, редакция К. М. Сергеева — Медора
- 1992 — «Вальпургиева ночь» в опере «Фауст» Ш. Гуно, хореография Л. М. Лавровского — Вакханка
- 1993 — «Раймонда» А. К. Глазунова, редакция Ю. Н. Григоровича — Раймонда
- 1994 — «Золотой век» Д. Д. Шостаковича, балетмейстер Ю. Н. Григорович — Рита
- 1994 — «Дон Кихот» Л. Минкуса, редакция Ю. Н. Григоровича — Китри — первая исполнительница
- 1995 — «Сильфида» Х. Левенсхольда, хореография А. Бурнонвиля, постановка Э. М. фон Розен — Сильфида
- 1995 — «Спартак» А. Хачатуряна, балетмейстер Ю. Н. Григорович — Эгина
- 1995 — «Ромео и Джульетта» С. С. Прокофьева, хореография Л. М. Лавровского — Джульетта
- 1996 — «Лебединое озеро» П. И. Чайковского, постановка В. В. Васильева — Принцесса-Лебедь
- 1996 — «Анюта» на музыку В. А. Гаврилина, балетмейстер В. В. Васильев — Анюта
- 1997 — «Спящая красавица» П. И. Чайковского, редакция Ю. Н. Григоровича — Принцесса Аврора
- 1998 — «Баядерка» Л. Минкуса, редакция Ю. Н. Григоровича — Гамзатти
- 1999 — «Симфония до мажор» на музыку Ж. Бизе, хореография Д. Баланчина — Солистка IV части
- 1999 — «Шопениана» на музыку Ф. Шопена, хореография М. М. Фокина — Седьмой вальс и Прелюд
- 1999 — «Балда» на музыку Д. Д. Шостаковича, балетмейстер В. В. Васильев — Попадья — первая исполнительница
- 2002 — «Лебединое озеро» П. И. Чайковского, балетмейстер Ю. Н. Григорович (2-я редакция) — Одетта-Одиллия
- 2004 — «Светлый ручей» на музыку Д. Д. Шостаковича, балетмейстер А. О. Ратманский — Классическая танцовщица
- 2006 — «Кармен-сюита» Ж. Бизе — Р. К. Щедрина, балетмейстер А. Алонсо — Кармен
- 2009 — Большое классическое па из балета «Пахита» Л. Минкуса, редакция Ю. П. Бурлаки — Пахита

## Звания и награды
- 1984 — Лауреат Всесоюзного балетного конкурса в Москва (I премия и Приз Ленинградского хореографического училища, младшая группа)
- 1985 — Лауреат Международного конкурса артистов балета в Москве (II премия)
- 1989 — Лауреат Международного конкурса артистов балета в Москве (I премия, старшая группа)
- 1994 — Заслуженная артистка России[1]
- 1995 — Приз Международной ассоциации деятелей хореографии «Benois de la dance» за исполнение партии Китри в балете «Дон Кихот»[2]
- 1995 — Приз «Etoile» от журнала «Danza&Danza» (Больцано, Италия)
- 1996 — Народная артистка России[3]
- 2001 — Орден Почёта[4]
- 2004 — Приз журнала «Балет» «Душа танца» в номинации «Королева танца»